# Бєлозер’я (Нижньогородська область)
Бєлозер’я (рос. Белозерье) — присілок в Арзамаському районі Нижньогородської області Російської Федерації.
Населення становить 8 осіб. Входить до складу муніципального утворення Балахонихинська сільрада.

## Історія
Від 2009 року входить до складу муніципального утворення Балахонихинська сільрада.

## Населення
| 1999 | 2002 | 2010 |
| ---- | ---- | ---- |
| 37   | ↘16  | ↘8   |